# الصحة في إريتريا
كانت الصحة في إريتريا سيئة على المستوى العالمي. ومع ذلك، فإن إريتريا هي واحدة من البلدان القليلة التي تمكنت من تحقيق غاياتها من الأهداف الإنمائية للألفية في مجال الصحة. اعتبارًا من عام 2005، كان أكثر من ثلثي السكان يعيشون تحت خط الفقر الوطني والغالبية العظمى منهم يعيشون في المناطق الريفية، ويعيش حوالي ثلث السكان في فقر مدقع، ويعيش أكثر من نصفهم على أقل من دولار أمريكي واحد في اليوم. وقد حدد الباحثون في معهد التنمية الخارجية الصحة والتعليم كأولوية عالية، سواء داخل الحكومة أو بين الإريتريين في الداخل والخارج. كما تم تحديد النهج المبتكرة المتعددة القطاعات في مجال الصحة بنجاح.